# Herbert H. Lehman
Herbert Henry Lehman, född 28 mars 1878 i New York, död där 5 december 1963, var en amerikansk demokratisk politiker. Han var guvernör i New York 1933–1942 och ledamot av USA:s senat från New York 1949–1957.

## Biografi
Lehman var son till Meyer Lehman, en tysk-judisk invandrare som var en av tre bröder som grundade investmentbanken Lehman Brothers. Herbert Lehman studerade vid Williams College och inledde sin karriär på Lehman Brothers.
Han gifte sig 1910 med Edith Louise Altschul. Paret fick tre barn: Hilda, Peter och John. Peter stupade i andra världskriget.
Han stödde starkt demokraternas kandidat Al Smith i presidentvalet i USA 1928. Efter valet utnämndes han till ordförande i partiets finanskommitté. Han avgick från Lehman Brothers när han valdes till viceguvernör i New York. Han var Franklin D. Roosevelts viceguvernör 1929–1932 och sedan guvernör 1933–1942.
Lehman var chef för först de allierade ländernas, sedan FN:s hjälp- och återbyggnadsorganisation UNRRA 1943–1946. Han efterträddes i ämbetet av en annan politiker från New York, Fiorello La Guardia. Organisationen blev underställd FN när FN 1945 grundades. Beteckningen United Nations ingick i namnet UNRRA från första början men syftade först på de allierade, sedan på FN.
Lehman kandiderade 1946 till USA:s senat men förlorade mot republikanen Irving Ives. Delstatens andra senator Robert F. Wagner avgick 1949 på grund av dålig hälsa. Republikanen John Foster Dulles blev utnämnd till senaten men fick se sig besegrad av Lehman i fyllnadsvalet. Lehman fick således tjänstgöra i senaten den största delen av återstoden av Wagners mandatperiod. Han vann 1950 en egen sexårig mandatperiod och lämnade senaten efter den perioden. Lehman dog 1963 och hans grav finns på Kensico Cemetery i Valhalla, New York.